# Rokitno (województwo mazowieckie)
Rokitno – wieś w Polsce, położona w województwie mazowieckim, w powiecie warszawskim zachodnim, w gminie Błonie. Ma status sołectwa. Obecnie sołectwo Rokitno znajduje się w osadzie Rokitno-Majątek.
W latach 1975–1998 miejscowość położona była w województwie warszawskim.
Wieś duchowna położona była w drugiej połowie XVI wieku w powiecie błońskim ziemi warszawskiej województwa mazowieckiego. 
Miejscowość jest siedzibą parafii Wniebowzięcia NMP. W strukturze kościoła rzymskokatolickiego parafia należy do archidiecezji warszawskiej, dekanatu błońskiego.

## Położenie
Miejscowość położona na Równinie Łowicko-Błońskiej, nad Rokitnicą (dopływ Utraty). Leży na skrzyżowaniu dróg wojewódzkich: nr 700 (Rokitno-Duchnice) i nr 720 (Błonie-Brwinów).

## Integralne części wsi
| SIMC    | Nazwa     | Rodzaj    |
| ------- | --------- | --------- |
| 0000365 | Chruślin  | część wsi |
| 0000371 | Wiśniówka | część wsi |

## Historia
Rokitno wymieniane jest jako gród kasztelański w latach 1280–1282, zlokalizowany w tzw. Rokitnie Górnym nad Utratą, nazywany „Żywą Górą” (datowane na XIII wiek), dziś znane jako grodzisko w Błoniu, zwane „Łysa Góra”. W tzw. Rokitnie Dolnym 2,5 km dalej znajdowała się osada otwarta, datowana na X-XI wiek. Od 1297 majątek Rokitno Górne jest uposażeniem archidiakona warszawskiego, natomiast Rokitno Dolne podlega archidiakonowi czerskiemu. Kasztelania rokicka zostaje przeniesiona najprawdopodobniej do Warszawy na początku XIV wieku.
W 1333 wymieniana jest tu parafia Św. Wojciecha w Rokitnie Górnym, natomiast w 1603 w Rokitnie wymieniane są dwa drewniane kościoły: pod wezwaniem św. Wojciecha (Rokitno Inferior) i pod wezwaniem św. Jakuba Apostoła (Rokitno Superior). 
W 1700 parafii Św. Wojciecha zrzeka się ostatecznie archidiakon warszawski, a w 1704 roku następuje unia kościołów w Rokitnie staraniem Mikołaja Święcickiego, biskupa poznańskiego. Stary kościół Św. Wojciecha popada w coraz większą ruinę i już w 2 połowie XVIII wieku nie istnieje.

## Zabytki
- kościół Wniebowzięcia Najświętszej Maryi Panny zbudowany w stylu barokowym według projektu Tomasza Belottiego I. Wzorem dla świątyni był prawdopodobnie kościół San Carlo ai Catinari w Rzymie. Budowę kościoła w Rokitnie rozpoczęto pomiędzy rokiem 1693 a 1701. Budowę przerwała III wojna północna i śmierć biskupa Święcickiego w 1707 roku. Sklepienia założono dopiero w 1772 roku, a kościół poświęcono w 1797 r. W 1869 burza uszkodziła dach i dopiero po 1885 położono nowy dach i wzniesiono dwie wieże według projektu arch. Konstantego Wojciechowskiego. W 1895 wykończono kościół dolny, pierwotnie projektu Belottiego i doposażono wnętrze. 16 października 1915 kościół uległ prawie całkowitemu zniszczeniu po niemieckim ostrzale artyleryjskim. Odbudowa rozpoczęta w 1917 zakończyła się w 1925. Kościół poświęcono w 1931 r. We wrześniu 1939 lekko uszkodzony. Od 2005 roku przechodzi gruntowny remont. Do dzisiaj nie przywrócono pierwotnych zwieńczeń wież.

- - dwa kamienne rokokowe putta autorstwa Jana Jerzego Plerscha stojące do 1887 roku przed bramą Dworu pod Gwiazdą przy ul. Miodowej w Warszawie. W Rokitnie od końca XIX wieku.
  - figura Najświętszej Marii Panny Łaskawej autorstwa Jana Jerzego Plerscha z kościoła Pijarów w Warszawie.
  - obraz Matki Boskiej z XVII wieku autorstwa Józefa Bellottiego.
  - ołtarz kolumnowy w stylu barokowym
  - dzwonnica z 1913 roku z dzwonami: Michał z 1912, Jakub z 1884 r., Jan Chrzciciel z 1884 r. (dzwon Witold ukradziony został przez Niemców w 1940 roku).
- cmentarz założony w 1852 roku

## Szlaki turystyczne
- Lokalny Szlak Powiatu Warszawskiego Zachodniego administrowany przez Lokalną Organizację Turystyczną Skarbiec Mazowiecki
- Warszawska Droga Świętego Jakuba[14]
- Warszawska Obwodnica Turystyczna (szlak pieszy Zaborów - Modlin znakowany kolorem czerwonym)[15].